# 小行星列表/146101-146200
| 名稱         | 臨時編號   | 發現日期       | 發現地點   | 發現者                         |
| ------------ | ---------- | -------------- | ---------- | ------------------------------ |
| 小行星146101 | 2000 QR5   | 2000年8月24日  | 索科罗     | 林肯近地小行星研究小组         |
| 小行星146102 | 2000 QB9   | 2000年8月25日  | 伊德里亚   | Črni Vrh                       |
| 小行星146103 | 2000 QK28  | 2000年8月24日  | 索科罗     | 林肯近地小行星研究小组         |
| 小行星146104 | 2000 QP44  | 2000年8月24日  | 索科罗     | 林肯近地小行星研究小组         |
| 小行星146105 | 2000 QW72  | 2000年8月24日  | 索科罗     | 林肯近地小行星研究小组         |
| 小行星146106 | 2000 QP81  | 2000年8月24日  | 索科罗     | 林肯近地小行星研究小组         |
| 小行星146107 | 2000 QL88  | 2000年8月25日  | 索科罗     | 林肯近地小行星研究小组         |
| 小行星146108 | 2000 QK105 | 2000年8月28日  | 索科罗     | 林肯近地小行星研究小组         |
| 小行星146109 | 2000 QH108 | 2000年8月29日  | 索科罗     | 林肯近地小行星研究小组         |
| 小行星146110 | 2000 QH152 | 2000年8月28日  | 索科罗     | 林肯近地小行星研究小组         |
| 小行星146111 | 2000 QV160 | 2000年8月31日  | 索科罗     | 林肯近地小行星研究小组         |
| 小行星146112 | 2000 QW176 | 2000年8月31日  | 索科罗     | 林肯近地小行星研究小组         |
| 小行星146113 | 2000 QQ179 | 2000年8月31日  | 索科罗     | 林肯近地小行星研究小组         |
| 小行星146114 | 2000 QU208 | 2000年8月31日  | 索科罗     | 林肯近地小行星研究小组         |
| 小行星146115 | 2000 QC215 | 2000年8月31日  | 索科罗     | 林肯近地小行星研究小组         |
| 小行星146116 | 2000 QY228 | 2000年8月31日  | 索科罗     | 林肯近地小行星研究小组         |
| 小行星146117 | 2000 QB251 | 2000年8月21日  | 可可尼诺县 | 洛厄尔天文台近地小行星搜寻计划 |
| 小行星146118 | 2000 RZ2   | 2000年9月1日   | 索科罗     | 林肯近地小行星研究小组         |
| 小行星146119 | 2000 RC15  | 2000年9月1日   | 索科罗     | 林肯近地小行星研究小组         |
| 小行星146120 | 2000 RM18  | 2000年9月1日   | 索科罗     | 林肯近地小行星研究小组         |
| 小行星146121 | 2000 RR18  | 2000年9月1日   | 索科罗     | 林肯近地小行星研究小组         |
| 小行星146122 | 2000 RA23  | 2000年9月1日   | 索科罗     | 林肯近地小行星研究小组         |
| 小行星146123 | 2000 RZ28  | 2000年9月1日   | 索科罗     | 林肯近地小行星研究小组         |
| 小行星146124 | 2000 RN29  | 2000年9月1日   | 索科罗     | 林肯近地小行星研究小组         |
| 小行星146125 | 2000 RM39  | 2000年9月1日   | 索科罗     | 林肯近地小行星研究小组         |
| 小行星146126 | 2000 RL80  | 2000年9月1日   | 索科罗     | 林肯近地小行星研究小组         |
| 小行星146127 | 2000 RD82  | 2000年9月1日   | 索科罗     | 林肯近地小行星研究小组         |
| 小行星146128 | 2000 RQ82  | 2000年9月1日   | 索科罗     | 林肯近地小行星研究小组         |
| 小行星146129 | 2000 RO92  | 2000年9月3日   | 索科罗     | 林肯近地小行星研究小组         |
| 小行星146130 | 2000 RG93  | 2000年9月4日   | 索科罗     | 林肯近地小行星研究小组         |
| 小行星146131 | 2000 RK97  | 2000年9月5日   | 可可尼诺县 | 洛厄尔天文台近地小行星搜寻计划 |
| 小行星146132 | 2000 RP101 | 2000年9月5日   | 可可尼诺县 | 洛厄尔天文台近地小行星搜寻计划 |
| 小行星146133 | 2000 RD105 | 2000年9月7日   | 索科罗     | 林肯近地小行星研究小组         |
| 小行星146134 | 2000 SE1   | 2000年9月18日  | 索科罗     | 林肯近地小行星研究小组         |
| 小行星146135 | 2000 SM1   | 2000年9月18日  | 索科罗     | 林肯近地小行星研究小组         |
| 小行星146136 | 2000 SS27  | 2000年9月23日  | 索科罗     | 林肯近地小行星研究小组         |
| 小行星146137 | 2000 SG28  | 2000年9月23日  | 索科罗     | 林肯近地小行星研究小组         |
| 小行星146138 | 2000 SL30  | 2000年9月24日  | 索科罗     | 林肯近地小行星研究小组         |
| 小行星146139 | 2000 SL33  | 2000年9月24日  | 索科罗     | 林肯近地小行星研究小组         |
| 小行星146140 | 2000 SE48  | 2000年9月23日  | 索科罗     | 林肯近地小行星研究小组         |
| 小行星146141 | 2000 SC52  | 2000年9月23日  | 索科罗     | 林肯近地小行星研究小组         |
| 小行星146142 | 2000 SJ52  | 2000年9月23日  | 索科罗     | 林肯近地小行星研究小组         |
| 小行星146143 | 2000 SF58  | 2000年9月24日  | 索科罗     | 林肯近地小行星研究小组         |
| 小行星146144 | 2000 SY60  | 2000年9月24日  | 索科罗     | 林肯近地小行星研究小组         |
| 小行星146145 | 2000 SQ63  | 2000年9月24日  | 索科罗     | 林肯近地小行星研究小组         |
| 小行星146146 | 2000 SU91  | 2000年9月23日  | 索科罗     | 林肯近地小行星研究小组         |
| 小行星146147 | 2000 SD93  | 2000年9月23日  | 索科罗     | 林肯近地小行星研究小组         |
| 小行星146148 | 2000 SN132 | 2000年9月22日  | 索科罗     | 林肯近地小行星研究小组         |
| 小行星146149 | 2000 SG134 | 2000年9月23日  | 索科罗     | 林肯近地小行星研究小组         |
| 小行星146150 | 2000 SS138 | 2000年9月23日  | 索科罗     | 林肯近地小行星研究小组         |
| 小行星146151 | 2000 SD142 | 2000年9月23日  | 索科罗     | 林肯近地小行星研究小组         |
| 小行星146152 | 2000 SU147 | 2000年9月24日  | 索科罗     | 林肯近地小行星研究小组         |
| 小行星146153 | 2000 SZ147 | 2000年9月24日  | 索科罗     | 林肯近地小行星研究小组         |
| 小行星146154 | 2000 SQ150 | 2000年9月24日  | 索科罗     | 林肯近地小行星研究小组         |
| 小行星146155 | 2000 SH151 | 2000年9月24日  | 索科罗     | 林肯近地小行星研究小组         |
| 小行星146156 | 2000 SG158 | 2000年9月27日  | 索科罗     | 林肯近地小行星研究小组         |
| 小行星146157 | 2000 SE168 | 2000年9月23日  | 索科罗     | 林肯近地小行星研究小组         |
| 小行星146158 | 2000 SF169 | 2000年9月23日  | 索科罗     | 林肯近地小行星研究小组         |
| 小行星146159 | 2000 SC177 | 2000年9月28日  | 索科罗     | 林肯近地小行星研究小组         |
| 小行星146160 | 2000 SA183 | 2000年9月20日  | 基特峰     | 太空监视                       |
| 小行星146161 | 2000 SS186 | 2000年9月21日  | 海勒卡拉   | 近地小行星追踪                 |
| 小行星146162 | 2000 SS188 | 2000年9月21日  | 海勒卡拉   | 近地小行星追踪                 |
| 小行星146163 | 2000 ST204 | 2000年9月24日  | 索科罗     | 林肯近地小行星研究小组         |
| 小行星146164 | 2000 SK224 | 2000年9月27日  | 索科罗     | 林肯近地小行星研究小组         |
| 小行星146165 | 2000 SM227 | 2000年9月27日  | 索科罗     | 林肯近地小行星研究小组         |
| 小行星146166 | 2000 SG266 | 2000年9月26日  | 索科罗     | 林肯近地小行星研究小组         |
| 小行星146167 | 2000 SY266 | 2000年9月27日  | 索科罗     | 林肯近地小行星研究小组         |
| 小行星146168 | 2000 SM267 | 2000年9月27日  | 索科罗     | 林肯近地小行星研究小组         |
| 小行星146169 | 2000 SW274 | 2000年9月28日  | 索科罗     | 林肯近地小行星研究小组         |
| 小行星146170 | 2000 SK275 | 2000年9月28日  | 索科罗     | 林肯近地小行星研究小组         |
| 小行星146171 | 2000 SS282 | 2000年9月23日  | 索科罗     | 林肯近地小行星研究小组         |
| 小行星146172 | 2000 SB283 | 2000年9月23日  | 索科罗     | 林肯近地小行星研究小组         |
| 小行星146173 | 2000 SP284 | 2000年9月23日  | 索科罗     | 林肯近地小行星研究小组         |
| 小行星146174 | 2000 SW295 | 2000年9月27日  | 索科罗     | 林肯近地小行星研究小组         |
| 小行星146175 | 2000 SJ300 | 2000年9月28日  | 索科罗     | 林肯近地小行星研究小组         |
| 小行星146176 | 2000 SM302 | 2000年9月28日  | 索科罗     | 林肯近地小行星研究小组         |
| 小行星146177 | 2000 SN305 | 2000年9月30日  | 索科罗     | 林肯近地小行星研究小组         |
| 小行星146178 | 2000 SZ305 | 2000年9月30日  | 索科罗     | 林肯近地小行星研究小组         |
| 小行星146179 | 2000 SY309 | 2000年9月25日  | 索科罗     | 林肯近地小行星研究小组         |
| 小行星146180 | 2000 SY312 | 2000年9月27日  | 索科罗     | 林肯近地小行星研究小组         |
| 小行星146181 | 2000 SX316 | 2000年9月30日  | 索科罗     | 林肯近地小行星研究小组         |
| 小行星146182 | 2000 SC325 | 2000年9月28日  | 基特峰     | 太空监视                       |
| 小行星146183 | 2000 SK327 | 2000年9月29日  | 海勒卡拉   | 近地小行星追踪                 |
| 小行星146184 | 2000 SX333 | 2000年9月26日  | 海勒卡拉   | 近地小行星追踪                 |
| 小行星146185 | 2000 SD338 | 2000年9月25日  | 海勒卡拉   | 近地小行星追踪                 |
| 小行星146186 | 2000 SC347 | 2000年9月25日  | 索科罗     | 林肯近地小行星研究小组         |
| 小行星146187 | 2000 SE365 | 2000年9月21日  | 可可尼诺县 | 洛厄尔天文台近地小行星搜寻计划 |
| 小行星146188 | 2000 TD1   | 2000年10月1日  | 索科罗     | 林肯近地小行星研究小组         |
| 小行星146189 | 2000 TN6   | 2000年10月1日  | 索科罗     | 林肯近地小行星研究小组         |
| 小行星146190 | 2000 TC25  | 2000年10月2日  | 索科罗     | 林肯近地小行星研究小组         |
| 小行星146191 | 2000 TE33  | 2000年10月4日  | 索科罗     | 林肯近地小行星研究小组         |
| 小行星146192 | 2000 TK43  | 2000年10月1日  | 索科罗     | 林肯近地小行星研究小组         |
| 小行星146193 | 2000 TO45  | 2000年10月1日  | 索科罗     | 林肯近地小行星研究小组         |
| 小行星146194 | 2000 TO51  | 2000年10月1日  | 索科罗     | 林肯近地小行星研究小组         |
| 小行星146195 | 2000 TY52  | 2000年10月1日  | 索科罗     | 林肯近地小行星研究小组         |
| 小行星146196 | 2000 TJ55  | 2000年10月1日  | 索科罗     | 林肯近地小行星研究小组         |
| 小行星146197 | 2000 TT61  | 2000年10月2日  | 可可尼诺县 | 洛厄尔天文台近地小行星搜寻计划 |
| 小行星146198 | 2000 TT68  | 2000年10月3日  | 基特峰     | B. C. Chaboyer                 |
| 小行星146199 | 2000 UZ9   | 2000年10月24日 | 索科罗     | 林肯近地小行星研究小组         |
| 小行星146200 | 2000 UY12  | 2000年10月25日 | 索科罗     | 林肯近地小行星研究小组         |